# NRJ Music Award de la révélation internationale de l'année
Le prix de la Révélation internationale de l'année est une récompense musicale décernée lors des NRJ Music Awards.

## Palmarès
| Année                | Artiste           |
| -------------------- | ----------------- |
| 2000                 | Tina Arena        |
| 2001                 | Anastacia         |
| 2002                 | Dido              |
| 2003                 | Las Ketchup       |
| 2004                 | Evanescence       |
| 2005                 | Maroon 5          |
| 2006                 | James Blunt       |
| 2007                 | Nelly Furtado     |
| 2008                 | Mika              |
| 2009                 | Jonas Brothers    |
| 2010                 | Lady Gaga         |
| 2011                 | Justin Bieber     |
| 2012                 | Adele             |
| 2013                 | Carly Rae Jepsen  |
| 2013 (15th Edition)  | James Arthur      |
| 2014                 | Ariana Grande     |
| 2015                 | Ellie Goulding    |
| 2016                 | Twenty One Pilots |
| 2017                 | Rag'n'Bone Man    |
| 2018 (20th Edition)  | Camila Cabello    |
| 2019                 | Billie Eilish     |
| 2020 (Paris Edition) | Doja Cat          |
| 2021                 | Olivia Rodrigo    |
| 2022                 | Sofia Carson      |
| 2023 (25th Edition)  | Loreen            |
| 2024                 | Benson Boone      |